# Pol Pla
Pol Pla (13 de fevereiro de 1993) é um jogador de rugby sevens espanhol.

## Carreira
Pol Pla integrou o elenco da Seleção Espanhola de Rugbi de Sevens, na Rio 2016, que foi 10º colocada.